# Вустервиц
Вустервиц (нем. Wusterwitz) — община в Германии, в земле Бранденбург.
Входит в состав района Потсдам-Миттельмарк. Подчиняется управлению Вустервиц.  Население составляет 3151 человек (на 31 декабря 2010 года). Занимает площадь 23,43 км².
| Год  | Население |
| ---- | --------- |
| 2005 | 3162      |
| 2010 | 3130      |